# Ramzán Musáyev
Ramzán Musáyev –en ruso, Рамзан Мусаев– (1968) es un deportista ruso que compitió en halterofilia. Ganó una medalla de plata en el Campeonato Europeo de Halterofilia de 1993, en la categoría de 70 kg.

## Palmarés internacional
| Campeonato Europeo | Campeonato Europeo | Campeonato Europeo | Campeonato Europeo |
| Año                | Lugar              | Medalla            | Categoría          |
| ------------------ | ------------------ | ------------------ | ------------------ |
| 1993               | Sofía (Bulgaria)   | Medalla de plata   | 70 kg              |